# Gary Carter
Gary Edmund Carter (8 de abril de 1954 – 16 de fevereiro de 2012) foi um jogador americano de beisebol profissional que atuou como catcher em 21 anos de carreira, principalmente com o Montreal Expos e o New York Mets. Apelidado de "Kid" por sua exuberância jovial, Carter foi convocado 11 vezes para o All-Star Game, e foi membro da equipe campeã da World Series de 1986 com os Mets.
Conhecido durante toda sua carreira por sua habilidade em rebater e habilidades como catcher atrás do home plate, Carter teve papel fundamental na campanha vitoriosa dos Mets na conquista da World Series de 1986, incluindo uma rebatida simples na 12ª entrada contra o Houston Astros vencendo o Jogo 5 da National League Championship Series de 1986 e uma simples na 10ª entrada contra o Boston Red Sox que daria início a lendária reviravolta no Jogo 6 da World Series de 1986. Ele é um dos quatro jogadores a ser nomeado capitão dos Mets, e teve seu número aposentado pelos Expos.
Após se aposentar do beisebol como jogador, Carter treinou equipes de beisebol na universidade e nas ligas menores. Em 2003, foi induzido ao National Baseball Hall of Fame em Cooperstown. Carter foi o primeiro membro do Hall of Fame cuja placa o retrata como membro do Montreal Expos.